# Championnats du monde de descente de canoë-kayak 1987
Navigation
Championnats du monde de descente 1985 Championnats du monde de descente 1989
Les 15e championnats du monde de descente en canoë-kayak de 1987 se sont tenus du 10 au 12 juillet 1987 à Bourg-Saint-Maurice en France, sous l'égide de la Fédération internationale de canoë.
C'est la 2e fois que la ville accueille ces championnats après ceux de 1969.
22 pays participent à la compétition.

## Podiums

### K1
| Rang               | Athlète          | Pays                 | Temps |
| ------------------ | ---------------- | -------------------- | ----- |
| Médaille d'or      | Antoine Goetschy | France               |       |
| Médaille d'argent  | Rolf Kilian      | Allemagne de l'Ouest |       |
| Médaille de bronze | Cesare Mulazzi   | Italie               |       |

| Rang               | Athlète                                               | Pays                 | Temps |
| ------------------ | ----------------------------------------------------- | -------------------- | ----- |
| Médaille d'or      | Antoine Goetschy Yves Masson Claude Bénézit           | France               |       |
| Médaille d'argent  | Cesare Mulazzi Marco Previde-Massara Luciano Ferrazzi | Italie               |       |
| Médaille de bronze | Toni Prijon Rolf Kilian Dirk Druschke                 | Allemagne de l'Ouest |       |

| Rang               | Athlète            | Pays                 | Temps |
| ------------------ | ------------------ | -------------------- | ----- |
| Médaille d'or      | Dominique Gardette | France               |       |
| Médaille d'argent  | Karin Wirz         | Allemagne de l'Ouest |       |
| Médaille de bronze | Nathalie Beaurin   | France               |       |

| Rang               | Athlète                                              | Pays                 | Temps |
| ------------------ | ---------------------------------------------------- | -------------------- | ----- |
| Médaille d'or      | Dominique Gardette Aurore Bringard Nathalie Beaurin  | France               |       |
| Médaille d'argent  | Karin Wahl Dagmar Volke-Stupp Brigitte Gödecke       | Allemagne de l'Ouest |       |
| Médaille de bronze | Hana Jelinkova Marcela Kostalova Marcela Kubrikanova | Tchécoslovaquie      |       |

### C1
| Rang               | Athlète       | Pays                 | Temps |
| ------------------ | ------------- | -------------------- | ----- |
| Médaille d'or      | Gilles Zok    | France               |       |
| Médaille d'argent  | Jörg Winfried | Allemagne de l'Ouest |       |
| Médaille de bronze | Ernst Libuda  | Allemagne de l'Ouest |       |

| Rang               | Athlète                                        | Pays                 | Temps |
| ------------------ | ---------------------------------------------- | -------------------- | ----- |
| Médaille d'or      | Ernst Libuda Raymond Klatt Jörg Winfried       | Allemagne de l'Ouest |       |
| Médaille d'argent  | Jean-Luc Bataille Gilles Zok Karim Benamrouche | France               |       |
| Médaille de bronze | Andrej Jelenc Slavko Pintar Franc Kukec        | Yougoslavie          |       |

### C2
| Rang               | Athlète                              | Pays        | Temps |
| ------------------ | ------------------------------------ | ----------- | ----- |
| Médaille d'or      | Jean-Luc Ponchon François Durand     | France      |       |
| Médaille d'argent  | Andrej Grobisa Srecko Masle          | Yougoslavie |       |
| Médaille de bronze | Bruno Puyfoulhoux Claude Alaphilippe | France      |       |

| Rang               | Athlète | Pays                 | Temps |
| ------------------ | --- | -------------------- | ----- |
| Médaille d'or      | Stelzer / Wiedenmann Hans Proquitte / Peter Gonschior Knüttel / Andreas Hajek                                 | Allemagne de l'Ouest |       |
| Médaille d'argent  | Jean-Luc Ponchon / François Durand Bruno Puyfoulhoux / Claude Alaphilippe Pascal Babonneau / Bernard Charrier | France               |       |
| Médaille de bronze | Kay / Jeremy Hibble Goldsmith / Evans Philip/ Griffiths                                                       | Grande-Bretagne      |       |

## Tableau des médailles
| Rang  | Nation               | Or | Argent | Bronze | Total |
| ----- | -------------------- | -- | ------ | ------ | ----- |
| 1     | France               | 6  | 2      | 2      | 10    |
| 2     | Allemagne de l'Ouest | 2  | 4      | 2      | 8     |
| 3     | Italie               | 0  | 1      | 1      | 2     |
| 4     | Yougoslavie          | 0  | 0      | 2      | 2     |
| 5     | Royaume-Uni          | 0  | 0      | 1      | 1     |
| -     | Tchécoslovaquie      | 0  | 0      | 1      | 1     |
| Total | Total                | 8  | 8      | 8      | 24    |